# Доналд Макмонагъл
Доналд Рей Макмонагъл (на английски: Donald Ray McMonagle) е американски астронавт, участник в три космически полета.

## Образование
Доналд Макмонагъл завършва колежа Hamady High School в родния си град през 1970 г. След това постъпва в Академията на USAF, Колорадо Спрингс, Колорадо. Дипломира се като бакалавър по аерокосмическо инженерство през 1974 г. През 1985 г. става магистър по инженерна механика в Щатския университет, Фресно, Калифорния. През 2003 г. защитава втора магистратура по бизнес администрация в Университета на Мичиган.

## Военна кариера
Доналд Макмонагъл става пилот през 1975 г. в авиобазата Кълъмбъс, Мисисипи. След това в продължение на повече от година служи в авиобазата Кунсан близо до Сеул, Южна Корея. Лети на изтребител F-4Е Фантом ІІ. През 1977 г. е прехвърлен в експерименталната авиобаза Холоман, Ню Мексико, където в продължение на две години лети на изтребител F-15. В края на 1979 г. става инструктор. През 1981 г. завършва школа за тест пилоти в авиобазата Едуардс, Калифорния. От 1982 до 1985 г. е тест пилот в експерименталната авиобаза Максуел, Алабама. До 1986 г. е офицер по планирането на 6513-а експериментална тестова ескадрила на USAF, базирана в авиобазата Едуардс, Калифорния. По време на службата си Д. Макмонагъл има повече от 5000 полетни часа на реактивни самолети.

## Служба в НАСА
Доналд Макмонагъл е избран за астронавт от НАСА на 5 юни 1987 г., Астронавтска група №12. През август 1988 г. завършва успешно курса на обучение. Той е участник в три космически полета и има 605 часа в космоса.

### Полети
| Доналд Рей Макмонагъл                                              | Доналд Рей Макмонагъл | Доналд Рей Макмонагъл     | Доналд Рей Макмонагъл | Доналд Рей Макмонагъл | Доналд Рей Макмонагъл                | Доналд Рей Макмонагъл |
| №                                                                  | Дата                  | КК                        | Емблема на мисията    | Функции               | Продължителност                      |                       |
| ------------------------------------------------------------------ | --------------------- | ------------------------- | --------------------- | --------------------- | ------------------------------------ | --------------------- |
| 1                                                                  | 28 април 1991         | „Дискавъри“, мисия STS-39 |                       | Специалист на мисията | 8 денонощия 07 часа 22 мин. 23 сек.  |                       |
| 2                                                                  | 13 януари 1993        | „Индевър“, мисия STS-54   |                       | Пилот                 | 5 денонощия 23 часа 38 мин. 19 сек.  |                       |
| 3                                                                  | 3 ноември 1994        | „Атлантис“, мисия STS-66  |                       | Командир              | 10 денонощия 22 часа 34 мин. 02 сек. |                       |
| Сумарно време в космоса – 25 денонощия 05 часа 34 минути и 44 сек. |                       |                           |                       |                       |                                      |                       |

## Награди
- Медал за похвална служба;
- Медал за похвала;
- Медал за похвала на USAF (3);
- Летателен кръст за заслуги;
- Въздушен медал;
- Медал на НАСА за изключителни заслуги;
- Медал на НАСА за изключително лидерство;
- Медал на НАСА за участие в космически полет (3).